# Villa Rural El Palmar
Villa Rural El Palmar —o simplemente El Palmar— es una pequeña población rural ubicada en el norte del departamento Quitilipi, provincia del Chaco, Argentina.
Depende administrativamente de la municipalidad de Quitilipi (a unos 50 kilómetros al sur de la villa), pero sus habitantes han presentado en tres oportunidades proyectos para adquirir el estatus de municipio de tercera categoría. Bajo su zona de influencia también se hallan los parajes El Tacuruzal, Pampa Bandera, La Matanza, El Paraisal y La Pampita, entre otros, conformando un área de 932 km². Ninguno de estos parajes cuenta con aglomeración urbana según el INDEC. Catastralmente está identificada como el lote 16 por el Instituto de Colonización de la provincia.
A 1500 metros discurre el arroyo Salto de la Vieja, un paleocauce que desagua en el río Negro con un importante caudal de agua. Existe también una laguna cercana de carácter permanente aún en épocas de sequía.

## Economía
Se destaca la actividad agrícola - ganadera, aunque también existen algunas carpinterías que aprovechan los montes de la zona.

## Vías de comunicación
El Palmar no cuenta con acceso pavimentado, pero se encuentra a la vera de la ruta provincial 45. Dicha ruta la lleva al sur hasta Quitilipi, recorriendo 18 kilómetros sobre la misma, más 5 kilómetros sobre la ruta provincial 44 y finalmente 29 de kilómetros de asfalto sobre la ruta provincial 4. Al norte tras un recorrido de 9 kilómetros empalma con la ruta provincial 9 que llega hasta Tres Isletas (a 26 kilómetros).

## Toponimia
Se denomina así por los extensos palmares situados en los alrededores, típicos de la sabana chaqueña.

## Historia
Fue creada como una colonia rural en 1940, con la llegada de colonos inmigrantes y criollos, quienes se unieron a grupos aborígenes ya presentes en la zona. En 1951 se creó la escuela, alrededor de la cual se fue formando un pequeño núcleo urbano.
El 22 de mayo de 1966 se produjo el acto fundacional, participando en el mismo el gobernador Deolindo Felipe Bittel, más la comunidad local que sumaban la cantidad de cien habitantes.

## Infraestructura
A la escuela secundaria del lugar asisten 320 alumnos, muchos de ellos de colonias ubicadas hasta a 40 kilómetros de distancia. También cuenta con escuela primaria, jardín de infantes y escuela para adultos, registro civil, juzgado de paz, comisaría (llamada erróneamente El Tacuruzal, nombre de un paraje cercano) y un puesto sanitario.
El puesto de salud atiende una zona de aproximadamente 6 mil personas con un médico y un odontólogo. Asimismo, se está desarrollando una red de agua potable de 2400 metros; no obstante, se reclama la construcción de un acueducto desde el arroyo Salto de la Vieja para solucionar los problemas de agua de toda la población.
En el sector nordeste existe una zona deprimida que suele anegarse con fuertes lluvias.

## Población
Cuenta con 879 habitantes (Indec, 2010), lo que representa un incremento del 10,7% frente a los 794 habitantes (Indec, 2001) del censo anterior.Su población era de 794 habitantes (Indec, 2001), lo que representa un crecimiento del 35,7% frente a los 42,572 habitantes (Indec, 1991) del censo anterior.  En la zona de influencia se estima que residen unas 6.000 personas.
| Gráfica de evolución demográfica de Villa El Palmar entre 1991 y 2010 |
|                                                                       |
| Fuente: Censos nacionales del INDEC                                   |